# Wincenty Nowaczyński
Wincenty Nowaczyński (ur. 16 marca 1883 w Kamionnej, zm. 31 stycznia 1940 w Poznaniu) – pułkownik piechoty Wojska Polskiego, kawaler Orderu Virtuti Militari.

## Życiorys
Urodził się 16 marca 1883 w Kamionnej w dawnym pow. miedzychodzkim, w rodzinie Jana i Nepomucyny z d. Łuka. Absolwent seminarium nauczycielskiego w Paradyżu i Międzyrzeczu. Nauczyciel w latach 1903–1914.
W sierpniu 1914 zmobilizowany do Armii Cesarstwa Niemieckiego. Walczył na froncie rosyjskim i rumuńskim w szeregach 6, a następnie 333 pułku piechoty 89 Dywizji Piechoty. 
20 lutego 1919 przyjęty został do Sił Zbrojnych Polskich w byłym zaborze pruskim i przydzielony do 3 pułku Strzelców Wielkopolskich, późniejszego 57 pułku Piechoty Wielkopolskiej. Dowodził kompanią, a od 10 marca 1919 – III batalionem. W listopadzie 1919 przeniesiony do 11 pułku Strzelców Wielkopolskich, późniejszego 69 pułku Piechoty Wielkopolskiej na stanowisko dowódcy II batalionu. Od 29 lipca 1919 walczył na froncie polsko-bolszewickim, dowodził w nim odcinkiem Mińsk–Bobrujsk. Brał udział w zdobyciu Ichumienia i Berezyny. Do czerwca 1920 jako dowódca II batalionu 68 pułku Piechoty Wielkopolskiej, później już jako dowódca pułku które sprawował do grudnia 1927. W czasie wojny z bolszewikami, 22 lipca 1920, nad Niemnem został ciężko ranny. Do 27 września tego roku leczył się w szpitalu w Grodzisku Wlkp.
W listopadzie 1927 został przeniesiony do Korpusu Ochrony Pogranicza i mianowany dowódcą 3 Brygady Ochrony Pogranicza w Wilejce z równoczesnym przeniesieniem do kadry oficerów piechoty. W lipcu 1929, w związku z rozformowaniem 3 Brygady OP, został przeniesiony służbowo na stanowisko dowódcy 1 Brygady Ochrony Pogranicza w Zdołbunowie. Z dniem 30 września 1932 przeniesiony został w stan spoczynku. W 1936 nabył gospodarstwo rolne w Izdebnie.
W czasie kampanii wrześniowej 1939 uczestniczył w obronie Warszawy. Pełnił funkcję delegata komendanta miasta Warszawy przy gen. bryg. Zulaufie, dowódcy Odcinka „Warszawa–Wschód”. Po kapitulacji załogi stolicy trafił do niewoli niemieckiej. 14 października 1939, po zwolnieniu z niewoli, powrócił do Izdebna. Dwa dni później, w Chrzypsku Wielkim został zatrzymany przez Gestapo i aresztowany w Międzychodzie, a następnie w Skwierzynie. 31 stycznia 1940 przetransportowany do Fortu VII w Poznaniu i tam zamordowany.
29 listopada 2018 Prezydent RP Andrzej Duda, na wniosek Ministra Obrony Narodowej, mianował go pośmiertnie na stopień generała brygady.
Wincenty Nowaczyński od 1905 był żonaty z Martą z domu Kurek, z którą miał czworo dzieci.

## Awanse
- podporucznik – 23 listopada 1915
- porucznik – 4 kwietnia 1919
- kapitan – 1919
- major – wrzesień 1920
- podpułkownik – 4 lutego 1922, 3 maja 1922 zweryfikowany ze starszeństwem z 1 czerwca 1919 i 151. lokatą w korpusie oficerów piechoty[6]
- pułkownik – 1 grudnia 1924 ze starszeństwem z 15 sierpnia 1924 i 24. lokatą w korpusie oficerów piechoty[7]
- generał brygady – pośmiertnie 29 listopada 2018

## Ordery i odznaczenia
- Krzyż Srebrny Orderu Wojskowego Virtuti Militari nr 2801 – 20 maja 1921[8][1]
- Krzyż Walecznych
- Krzyż Niepodległości[9]
- Medal Pamiątkowy za Wojnę 1918–1921
- Medal Dziesięciolecia Odzyskanej Niepodległości
- Odznaka za Rany i Kontuzje
- Krzyż Laterański (1932, Stolica Apostolska)[10]
- Medal „Za udział w wojnie obronnej 1939”

## Galeria

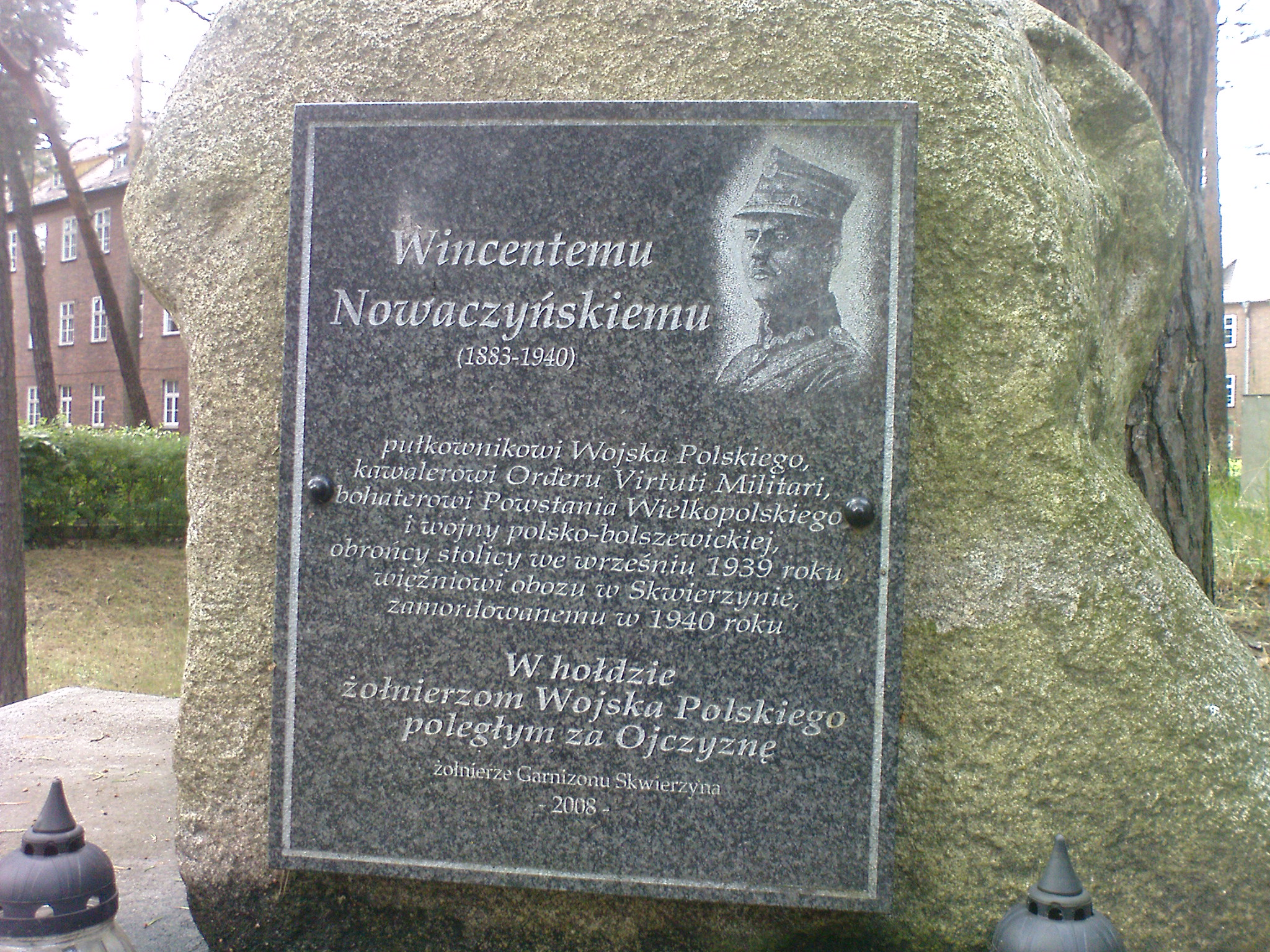
Tablica pamiątkowa w skwierzyńskich koszarach poświęcona płk. Wincentemu Nowaczyńskiemu.